# Терме (река)
Терме (тур. Terme Çayı; устар. лат. Thermodon, др.-греч. Θερμώδων, Фермодо́нт) — река в Турции, впадающая в Чёрное море. Современное название — река Терме. Протекает по территории илов Амасья и Орду (Турция) и примерно в 50 км к востоку от прибрежного города Самсун впадает в Чёрное море. Длина — 35 км, площадь бассейна — 233 км².

## Исторические сведения
Упоминается в древнегреческой мифологии в сказаниях об амазонках. По Страбону, Геродоту, Аполлодору, Курцию Руфу и прочим древним историкам являлась изначальным местом их обитания. Скорее всего, амазонки пришли на Фермодонт между XII и VI веками до н. э. — их города были расположены в западной части Анатолии, там же они в XII веке до н. э. помогали Трое. И хотя в VI веке до н. э. их уже упоминают около Азовского моря, Страбон всё ещё ищет амазонок между Фермодонтом и Кавказом. Согласно античным источникам река протекала близ города Фемискира.